# Raustieliger Ackerling
Der Raustielige, Halbkugelige oder Trockene Ackerling (Agrocybe pediades, Syn. Agrocybe semiorbicularis) ist eine Pilzart, die überwiegend Grasflächen besiedelt.

## Merkmale

### Makroskopische Merkmale
Der Fruchtkörper hat einen 1 bis 3,5 cm großen, halbkugeligen bis abgeflachten, selten schwach gebuckelten Hut, der bei jungen Exemplaren im feuchten Zustand eine klebrige, dunkelbraune Huthaut aufweist. Sie blasst bei Trockenheit ocker-gelb aus. Gelegentlich zeigen jüngere Pilze flüchtige Velumreste am Hutrand. Die Lamellen sind breit am Stiel angewachsen, dabei nur schwach abgerundet und stehen recht eng. Jung blass ocker, haben sie zuletzt eine dunkelbraune Farbe mit weißlichen Schneiden. Der Stiel ist 3 bis 6 cm lang, faserig und rau, im Alter hohl und besitzt oft eine kleinknollige Stielbasis mit bis zu 3 cm langen Myzelsträngen. Die ockerfarbene Oberfläche ist fein übersponnen bis deutlich raufaserig strukturiert. Das Fleisch riecht nach Mehl beziehungsweise Salatgurke.

### Mikroskopische Merkmale

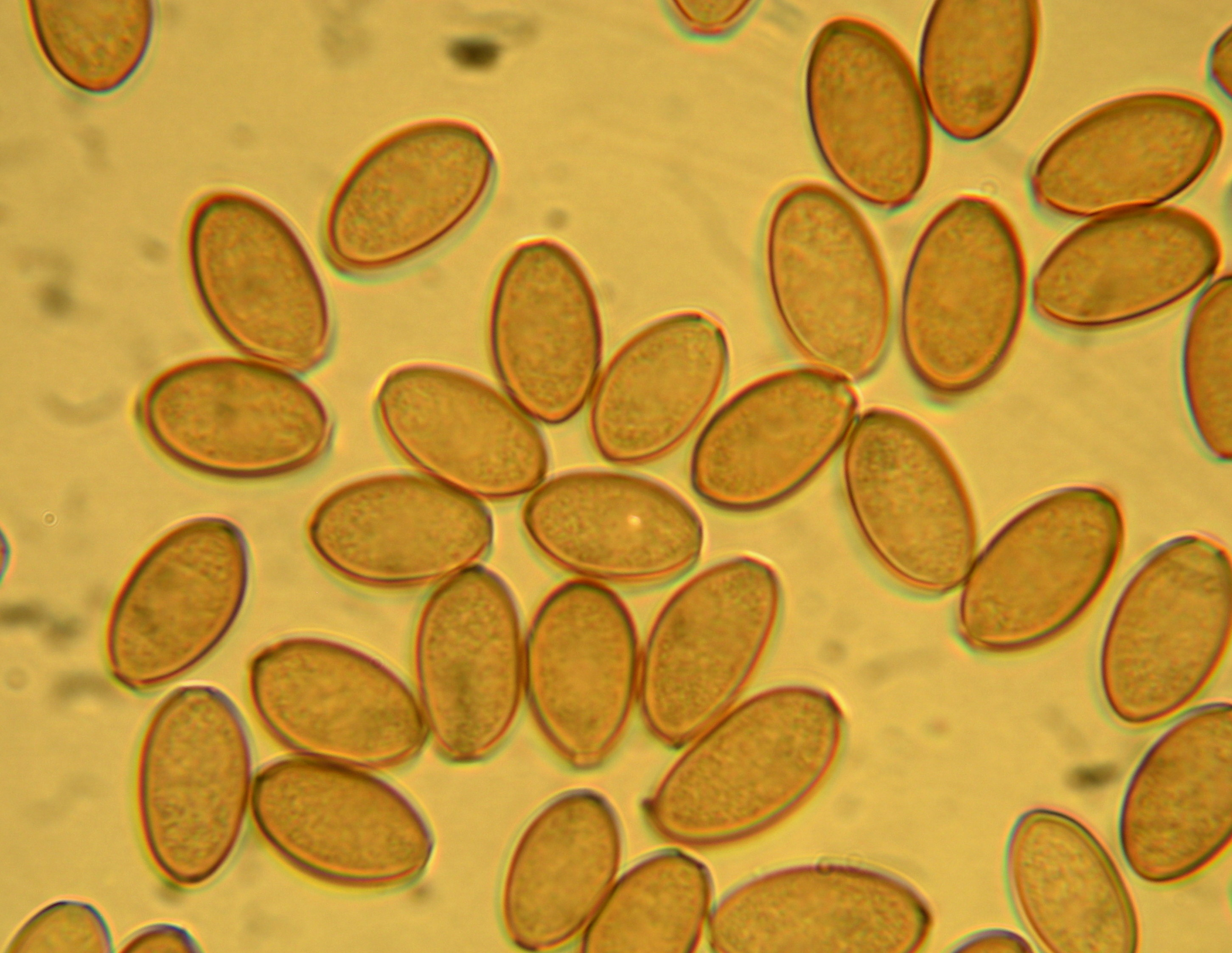
Sporen des Raustieligen Ackerlings (Agrocybe pediades) unter dem Lichtmikroskop

An den Basidien reifen meist 2, aber auch 2 bis 4 oder fast ausschließlich 4 Sporen heran. Die elliptischen, meist recht breiten bis ovalen sowie dickwandigen Sporen sind seitlich leicht abgeflacht und besitzen eine dicke Wandung. Sie sind 10,5–20 µm lang und 7,5–12,5 µm breit – die Größe hängt von der Zahl der Sterigmen an den Basidien ab. Die Sporen zeigen einen bis zu 2 mm breiten, abgestutzten Keimporus.
Die Lamellenschneiden sind dicht mit 20–45(54) µm langen Cheilozystiden besetzt. Sie sehen flaschenförmig aus, an der Spitze oft kopfig, seltener schlank utriform. Dagegen kommen auf den Lamellenflächen keine oder nur vereinzelt Zystiden vor. Sie haben meist einen utriformen Habitus beziehungsweise die gleiche Größe und Form wie die Cheilozystiden.

## Ökologie und Phänologie
Der Raustielige Ackerling besiedelt Rasen, Weiden, Wiesen sowie Mager- und Trockenrasen. Er kann aber auch an Wald- und Wegrändern vorkommen. Der Pilz besiedelt sowohl nährstoffarme als auch stickstoffhaltige Habitate und macht auch vor menschenbeeinflussten, gestörten Plätzen wie beispielsweise Äckern, Heiden und Dünen nicht Halt. Die Art bevorzugt lehmige oder sandige Böden über Kalk- oder Silikatgestein.
Die Fruchtkörper erscheinen hauptsächlich von Mai bis September, Nachzügler können bis in den November hinein gefunden werden, in warmen Gegenden können sie beinahe das ganze Jahr erscheinen.

## Verbreitung
Der Raustielige Ackerling ist in Europa von Skandinavien bis Italien und in Nordamerika (z. B. Kalifornien, Ontario, Quebec) weit verbreitet und ist weltweit verbreitet, so auch aus Australien und Neuseeland bekannt und Asien.

## Systematik
Das Taxon wurde 1821 vom schwedischen Mykologen Elias Magnus Fries zunächst als Agaricus pediades beschrieben. 1889 ordnete Victor Fayod die Art der Gattung Agrocybe zu.